# Laura Toscano
Pour les articles homonymes, voir Toscano.
Laura Toscano, née le 1er avril 1944 à Gênes (Ligurie) et morte le 11 mars 2009 à Rome (Latium), est une autrice et scénariste italienne.

## Biographie
Née à Gênes, elle s'installe très jeune à Rome pour terminer ses études de lettres et de journalisme. Mariée à Franco Marotta, documentariste et scénariste, elle a eu deux filles avec lui.
Elle a écrit une centaine de scénarios de cinéma et - surtout - de télévision. Son plus grand succès a été la série télévisée Il maresciallo Rocca (it) de 1996 à 2005.
Elle est morte à 64 ans des suites d'une longue maladie.

## Filmographie en tant que scénariste

### Cinéma
- 1968 : È stato bello amarti (it) d'Adimaro Sala (it)
- 1969 : La pelle a scacchi (Il distacco) d'Adimaro Sala (it)
- 1973 : La notte dell'ultimo giorno (it) d'Adimaro Sala (it)
- 1975 : Émilie, l'enfant des ténèbres (Il medaglione insanguinato) de Massimo Dallamano
- 1976 : On a demandé la main de ma sœur (La pretora) de Lucio Fulci
- 1978 : Une poignée de salopards (Quel maledetto treno blindato) d'Enzo G. Castellari
- 1979 : Une langouste au petit-déjeuner (Aragosta a colazione) de Giorgio Capitani
- 1980 : Prestami tua moglie de Giuliano Carnimeo
- 1980 : Je hais les blondes (Odio le bionde) de Giorgio Capitani
- 1980 : Mia moglie è una strega de Castellano et Pipolo
- 1981 : Spaghetti a mezzanotte de Sergio Martino
- 1981 : Qui c'est, ce mec ? (Bollenti spiriti) de Giorgio Capitani
- 1981 : Les Casques de cuir (it) (Teste di quoio) de Giorgio Capitani
- 1982 : Il paramedico (it) de Sergio Nasca
- 1982 : Scusa se è poco de Marco Vicario
- 1982 : Sogni mostruosamente proibiti de Neri Parenti
- 1982 : Vai avanti tu che mi vien da ridere (it) de Giorgio Capitani
- 1982 : Bingo Bongo de Pasquale Festa Campanile
- 1983 : Pappa e ciccia (it) de Neri Parenti
- 1983 : Mani di fata de Steno
- 1985 : Pizza Connection de Damiano Damiani
- 1985 : I pompieri de Neri Parenti
- 1985 : Il pentito de Pasquale Squitieri
- 1985 : A me mi piace (it) d'Enrico Montesano
- 1985 : Fracchia contro Dracula de Neri Parenti)
- 1987 : Missione eroica - I pompieri 2 (it) de Giorgio Capitani
- 1987 : Scuola di ladri - Parte seconda (it) de Neri Parenti
- 1989 : Ne parliamo lunedì de Luciano Odorisio

### Télévision
- 1996-2005 : Il maresciallo Rocca (it), série télévisée de 28 épisodes